# Nostalgie (Flandre)
Pour les articles homonymes, voir Nostalgie.
Nostalgie est une station de radio privée belge diffusant en Flandre et créée le 20 mars 2008 par les groupes Corelio et Concentra en collaboration avec le NRJ Group.
Elle est actuellement la troisième radio commerciale de Flandre. La radio diffuse sur les anciennes fréquences des radios Antwerpen 1, Radio Contact Flandre, Radio Go et Radio Mango. Elle diffuse de la musique axée sur les années 1980 et 1990.

## Histoire
En mars 2008, Nostalgie Flandre est créé par Concentra et Corelio en collaboration avec le groupe NRJ et commença de diffuser sur les anciennes fréquences des stations de radio Antwerpen 1, Radio Go, Radio Mango et Radio Contact Flandre. La station est en concurrence avec les stations Q-music et Joe FM.
Depuis le 8 mars 2010, Nostalgie peut également être entendu dans la province de Limbourg belge après l'acquisition des fréquences d'EXQI FM.

## Public ciblé
Nostalgie Vlaanderen cible les générations de 35-55 ans, avec un cœur de cible autour de 40 ans, elle est davantage axée sur les chansons anglophone des années 1980 - 1990 tandis que Nostalgie en Wallonie est axée sur les chansons françaises des années 1970 - 1980.

## Programmation
Nostalgie propose des informations nationales et internationales toutes les heures de 7h00 à 18h00 (sauf lors des informations régionales) et des informations régionales à 10h00, 15h00, 20h00, 21h00.

## Audiences
Selon les résultats de la vague CIM 16 : Nostalgie Vlaanderen est toujours la 12e radio la plus écoutée en Flandre avec 0,7 % de part de marché soit 41 130 auditeurs.
Selon les résultats de la vague CIM 17 : Nostalgie Vlaanderen est toujours la 8e radio la plus écoutée en Flandre avec 1,87 % de part de marché soit 109 050 auditeurs, soit une hausse de 67 920 auditeurs par rapport à la vague précédente.
Selon les résultats de la vague CIM 18 : Nostalgie Vlaanderen est toujours la 8e radio la plus écoutée en Flandre avec 2,65 % de part de marché soit 163 370 auditeurs, soit une hausse de 54 320 auditeurs par rapport à la vague précédente.
Selon les résultats de la dernière vague du CIM (Vague 2013-2) Nostalgie a une part de marché de 5,41%. Le plus gros part de marché était 7,9 % en juillet 2012.